# اگراراچا
اگراراچا (به مجاری: Egeraracsa) یک شهرداری در مجارستان است که در زالا واقع شده‌است. اگراراچا ۷٫۰۳ کیلومتر مربع مساحت و ۳۰۷ نفر جمعیت دارد.